# Franciszek Bartosz
Franciszek Bartosz (* 8. Juli 1885 in Blękwit; † 29. Juli 1967 in Złotów) war ein polnischer Aktivist, Vorsitzender der Polnischen Berufsvereinigung (Zjednoczenie Zawodowe Polskie) in Złotów und zweifach gewähltes Mitglied des Stadtrats Złotów (deutsch Flatow) in den 1920er Jahren.

## Leben
Franciszek Bartosz wurde am 8. Juli 1885 als Sohn des Arbeiters Antoni Bartosz und Marianna (geb. Danielek) geboren. Kurze Zeit später verlegte die in Blękwit (deutsch Blankwitt) wohnhafte Familie ihren Wohnsitz nach Złotów. Schon nach dem Schulabschluss interessierte sich Bartosz für die Anliegen der polnischen Minderheit im Deutschen Kaiserreich, die durch die preußische Annexion des Gebietes im Rahmen der ersten Teilung Polens zustande kam. Während seiner Arbeitstätigkeit in einer Berliner Fabrik fand er Anschluss an polnische Organisationen und wurde nach der Rückkehr in seine Heimatstadt selbst Vorsitzender der Polnischen Berufsvereinigung (Zjednoczenie Zawodowe Polskie) In Złotów. Während des Ersten Weltkriegs leistete er den Wehrdienst in der deutschen Armee ab, wobei er verwundet wurde und als Kriegsinvalide zurückkam. Als der Kreis Flatow nach dem Krieg beim Deutschen Reich verbleiben sollte, sprach sich Franciszek Bartosz für die Emigration der polnischen Bevölkerung des Kreises in die Polnische Republik aus. Da dies der Position des Pfarrers Dr. Bolesław Domański widersprach, brach ein innenpolitischer Konflikt des Bunds der Polen in Deutschland aus, dessen Abteilung in Złotów Bartosz im März des Jahres 1923 gründete. Franciszek  Bartosz, der von der deutschen Bevölkerung der Stadt spöttisch als „Polenkönig“ betitelt wurde, entwickelte sich zu einer der führenden Persönlichkeiten des Polentums im Kreis Flatow. In den 1920er Jahren wurde er zweifach in den Stadtrat gewählt, während er sich für einen radikal sozialpolitischen Kurs gegenüber den Arbeitern einsetzte. Er starb am 29. Juli 1967 in Złotów, wo einer der Straßen sein Name verliehen wurde.